# Versöhnungskirche (Harrislee)

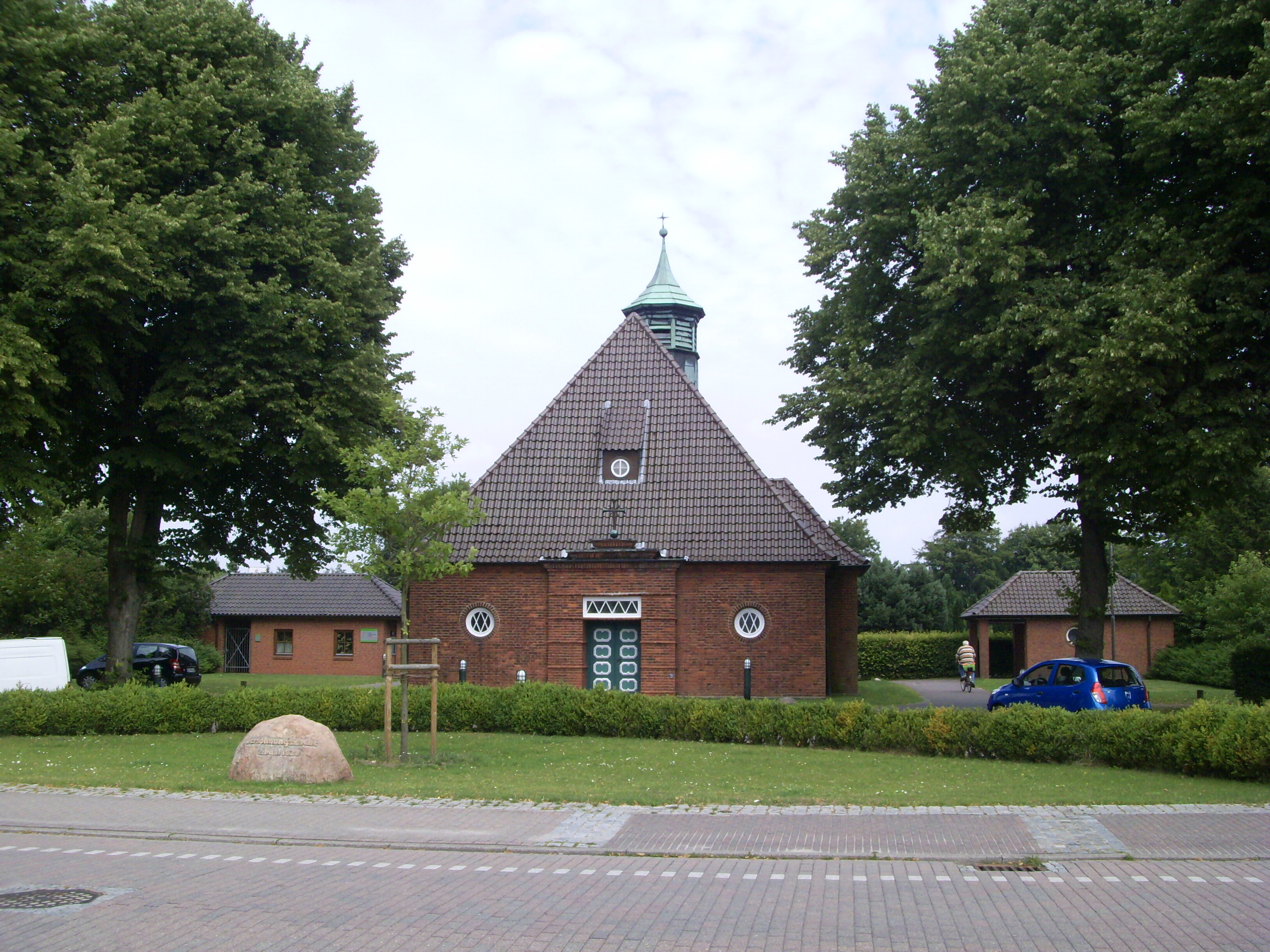
Versöhnungskirche Harrislee

Die Versöhnungskirche ist eine evangelisch-lutherische Kirche in Harrislee. Der Kirchenbau aus dem Jahr 1928 ist eines der Kulturdenkmale Harrislees. Teile der Kirchenausstattung wurden als Bestandteil des Kulturdenkmales mit eingetragen.

## Lage
Die älteste Kirche Harrislees wurde inmitten eines ursprünglich noch grünen Feldbereiches errichtet. Heute liegt sie aber nahe dem neuen Harrisleer Marktplatz. Im Mittelalter besaß Harrislee noch keinen Marktplatz. Der Marktplatz wurde erst in neuerer Zeit angelegt. Damit rückte die evangelische Kirche noch deutlicher ins Zentrum der Gemeinde. Beim ursprünglichen Dorfkern, im Bereich zwischen der Westerstraße, dem Petersilienweg und der Straße Achter de Möhl, wurde im Übrigen in den 1990er Jahren die Harreslev danske kirke errichtet. Unweit der evangelischen Kirche, ebenfalls nahe dem Marktplatz, wurde außerdem noch in späterer Zeit die römisch-katholische Kirche St. Anna errichtet, die sich offenbar mit ihrem Namen auf eine Vorgängerkapelle bei Klues bezieht und die eine Filialkirche der katholischen Pfarrei Flensburg ist. Neben den beiden Kirchen befinden sich im Zentrum Harrislees auch noch das Bürgerhaus, eine Bücherei sowie Gaststätten und Supermärkte. Hinter der evangelischen Kirche liegt der Gemeindefriedhof.

## Hintergrund
Anfang des 20. Jahrhunderts gehörte Harrislee noch kirchlich zum Nordteil der Gemeinde Handewitt. Die Gemeindemitglieder aus Harrislee nutzten daher einen Pfad quer durch das Gebiet Stiftungsland Schäferhaus, um dem Gottesdienst in der Kirche Handewitt beiwohnen zu können. 1901 wurde zunächst am Ochsenweg, neben dem Gasthof Krone (Lage), eine kleine Kapelle eingeweiht. Die Kapelle fungierte als Nebenstelle der Kirche Handewitt und sollte den Bewohnern der Dörfer Harrislee sowie Fröslee den sonntäglichen Kirchgang erleichtern. Als Nächstes wurde 1924 ein evangelisch-lutherisches Pastorat (Nissen’sches Haus) erbaut und 1925 wurde schließlich der Pfarrbezirk Harrislee begründet, womit Harrislee aber noch nicht zu einer selbständigen evangelisch-lutherischen Kirchengemeinde wurde, denn dies geschah erst später, im Jahr 1955.
Zum Bau der neuen Kirche und zur Errichtung des zugehörigen Begräbnisplatzes erwarb die neue Kirchengemeinde vom Landmann Peter August Heinrich Jacobsen 92 ar zum Preis von 7000 Reichsmark. Trotz Erntezeit nahmen an der Grundsteinlegung der Kirche am 2. September 1927 ungefähr 100 Personen teil. Pastor Lützen aus Handewitt wünschte: „[...] [dass die] Kirche die Bewohner des aus verschiedenen Gründen zerklüfteten Pfarrbezirks wieder vereinen möge im lebendigen Dienst an Gott.“ Sodann wurde die Versöhnungskirche nach Plänen des Architekten und Regierungsbaurates Wilhelm Oelker im Stil des Heimatschutzes errichtet. Das Richtfest der Kirche fand im Februar 1928 statt, die Weihung am 28. Oktober 1928. Die erste Erwachsenenbeerdigung auf dem zugehörigen Kirchhof fand am 14. Januar 1929 statt.
Der Rotbacksteinbau sollte im Sinne des Heimatschutzes die regionale Architektursprache aufnehmen. Das Kircheninnere erhielt, was bei Kirchenbauten eher selten ist, eine expressionistische Gestaltung. Die Künstlerin Käte Lassen entwarf fünf farbige Kirchenfenster für die Seitenwände des Gebäudes. In den 1960er Jahren wurde das Kircheninnere weiß-rosa umgestaltet. Danach wurde die Kirche offenbar noch ein weiteres Mal farblich umgestaltet. Die Flensburger Restauratorin Heike Binger und der Hamburger Kirchenmaler Volker Lang stellten die ursprüngliche expressionistische Ausmalung des Kircheninnenraums im Jahr 2017 wieder her. Der Grundton der Bemalung zeigt sich seitdem wieder grün wie die Natur und die Holzdecke himmelblau. Zusammen mit den zahlreichen Blumenmotiven soll die Ausmalung an die Schöpfung erinnern und dem Betrachter Hoffnung vermitteln. Zwei Palmenähnliche Pfeiler tragen die Orgel-Empore. Ende der 1970er Jahre wurden die Bankreihen der Kirche um etliche weitere erweitert.
Seit 2008 kooperiert die evangelische Gemeinde mit der Gemeinde St. Nikolai in der Flensburger Innenstadt, mit der Friedenskirche in Weiche und Paulus in der Flensburger Südstadt. Allsonntäglich findet ein Gottesdienst mit Abendmahl statt. Für Kinder, Frauen, Jugendliche und Senioren existieren weitere spezielle Gemeindeangebote.

## Ausstattung

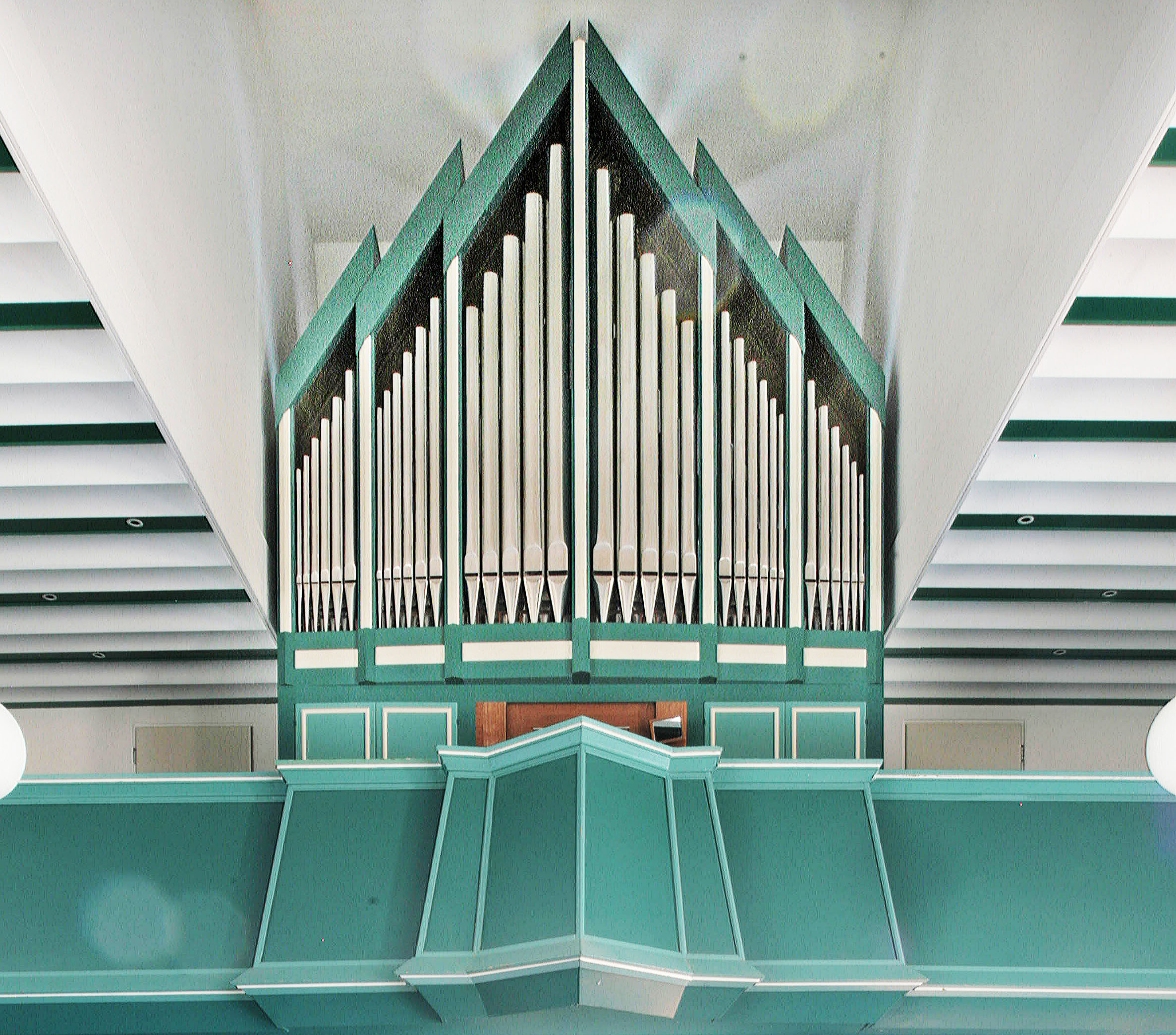
Rohlf-Orgel von 2002

Die Orgel wurde 2002 durch den Orgelbauer Johannes Rohlf erbaut. Das Schleifladen-Instrument hat 20 Register auf zwei Manualwerken und Pedal. Die Spiel- und Registertrakturen sind mechanisch.
| I Hauptwerk C–g3 |               |         |
| 1.               | Prinzipal     | 08′     |
| 2.               | Rohrflöte     | 08′     |
| 3.               | Oktave        | 04′     |
| 4.               | Holzflöte     | 04′     |
| 5.               | Nasard 0      | 02 ⁄3′  |
| 6.               | Octave        | 02′     |
| 7.               | Terz 0        | 01 3⁄5′ |
| 8.               | Mixtur II–III | 01 ⁄3′  |
| 9.               | Trompete      | 08′     |
|                  | Tremulant     |         |
|                  | Zimbelstern   |         |

| II Unterwerk C–g3 |             |        |
| 10.               | Holzgedackt | 08′    |
| 11.               | Salicional  | 08′    |
| 12.               | Prinzipal   | 04′    |
| 13.               | Rohrflöte   | 04′    |
| 14.               | Waldflöte   | 02′    |
| 15.               | Quinte      | 01 ⁄3′ |
| 16.               | Vox humana  | 08′    |
|                   | Tremulant   |        |

| Pedal C–f1 |             |     |
| 17.        | Subbass     | 16′ |
| 18.        | Flöte       | 08′ |
| 19.        | Doppelflöte | 04′ |
| 20.        | Posaune     | 16′ |

- Koppeln: II/I, I/P, II/P

## Pastoren
- 1970–1982 Ulrich Rüß